# ニックン
ニックン（英: Nichkhun、朝: 닉쿤、1988年6月24日 - ）は、韓国で活動しているタイ人の歌手、俳優。アイドルグループ2PMのメンバー。JYPエンターテインメント所属。メンバーカラーは「レッド」。本名はニチクン・バック・ホルベチクル（Nichkhun Buck Horvejkul、泰: นิชคุณ หรเวชกุล）。
K-POP業界で最初のタイ人メンバーの1人で、以後多くのタイ人練習生たちが韓国の芸能事務所にスカウトされるようになった。

## プロフィール
- 生年月日:1988年6月24日（36歳）
- 血液型：O型
- 身長：180cm 体重：64kg
- ポジション：サブボーカル、サブラッパー
- 中学のときから英語圏に住んでいたため英語が堪能。
- 特技：ピアノ、バドミントン、ゴルフ
- 趣味：ピアノ、バドミントン、写真撮影、読書、絵を描くこと、ゴルフ、

## 来歴

### デビュー前
ニックンは、アメリカ合衆国カリフォルニア州ランチョクカモンガで、タイ人の父と中国系アメリカ人の母の間に生まれる。1歳年上の兄ニチャンと2人の妹ヤニン、ショリンがいる。2歳で家族と共にタイへ移り住んだ。12歳の時に親戚のいるニュージーランドのWanganui Collegiate Schoolに留学。その後、叔母のいるカリフォルニア州の学校に入学した。同地で行われたコリア音楽祭でJYPエンターテインメントにスカウトされた。2006年に練習生として韓国に渡った。

### デビュー
2008年に2PMのメンバーとしてデビュー。
2PMのメンバーは2010年代後半にJYPの理事に任命され、ニックンも理事となった。ただし本人は、本物の会社の仕事をするのではなく、名誉理事職に近いとしている。

## 人物
国籍はタイとアメリカ。ネイティブレベルで英語、タイ語、韓国語が話せ、更に中国語、日本語が少し話せる。仏教徒である。母方の祖母が海南省出身の華人である。

### エピソード
- 小さい頃は、デジモンのアニメやたまごっちが好きだった。
- 高校生の時には学校で一目を置かれていた存在であり、彼の着る服を真似されたり、女子生徒から名前や出身を聞かれたりしていた。
- 所属事務所JYPの後輩や他の事務所でもタイ出身のメンバーなどを助ける姿がメディアに報じられる。
- タイでの人気も大変あり、一人で活動しに行くこともある。
- 2014年少女時代のメンバーティファニーと1年余り公開恋愛したが2015年別れた。
- 2020年、タイ民主化デモ当時強硬鎮圧する軍部側の暴力行動を批判した。

## ディスコグラフィ

### ミニ・アルバム
|   | リリース日     | タイトル    | 規格品番 | 最高位 |
| - | -------------- | ----------- | --- | ------ |
| 1 | 2018年12月19日 | ME          | ESC8-54 (完全生産限定盤:CD) ESCL-5151～5152 (初回生産限定盤A:CD+DVD) ESCL-5153 (初回生産限定盤B:CD) ESCL-5154 (通常盤:CD) |        |
| 2 | 2019年12月25日 | Story of... | ESC8-57 (完全生産限定盤:CD) ESCL-5310～11 (初回生産限定盤:CD+DVD) ESCL-5312 (通常盤:CD)                                   |        |

## 出演
- 映画出演：
  - 「桜蘭高校ホスト部」（2012年）
  - 「Seven Something」(タイ映画)（2012年）
  - 「ブラザー・オブ・ザ・イヤー」 (タイ映画) (2018年) モチカワ・タカハシ(モジ)役
- ドラマ出演：
  - 「One and a Half Summer」（2013年）
  - 「金田一少年の事件簿 獄門塾殺人事件」（2014年）

## 写真集
- NICHKHUN (From 2PM) Photo Book “一人旅” (2018年)